# Gare de Yoshizuka
La gare de Yoshizuka (吉塚駅, Yoshizuka-eki) est une gare ferroviaire de la ville de Fukuoka, dans la préfecture du même nom au Japon. Elle est exploitée par la compagnie JR Kyushu.

## Situation ferroviaire
La gare de Yoshizuka est située au point kilométrique (PK) 75,0 de la ligne principale Kagoshima. Elle marque la fin de la ligne Sasaguri.

## Histoire
La gare a été inaugurée le 19 juin 1904.

## Service des voyageurs

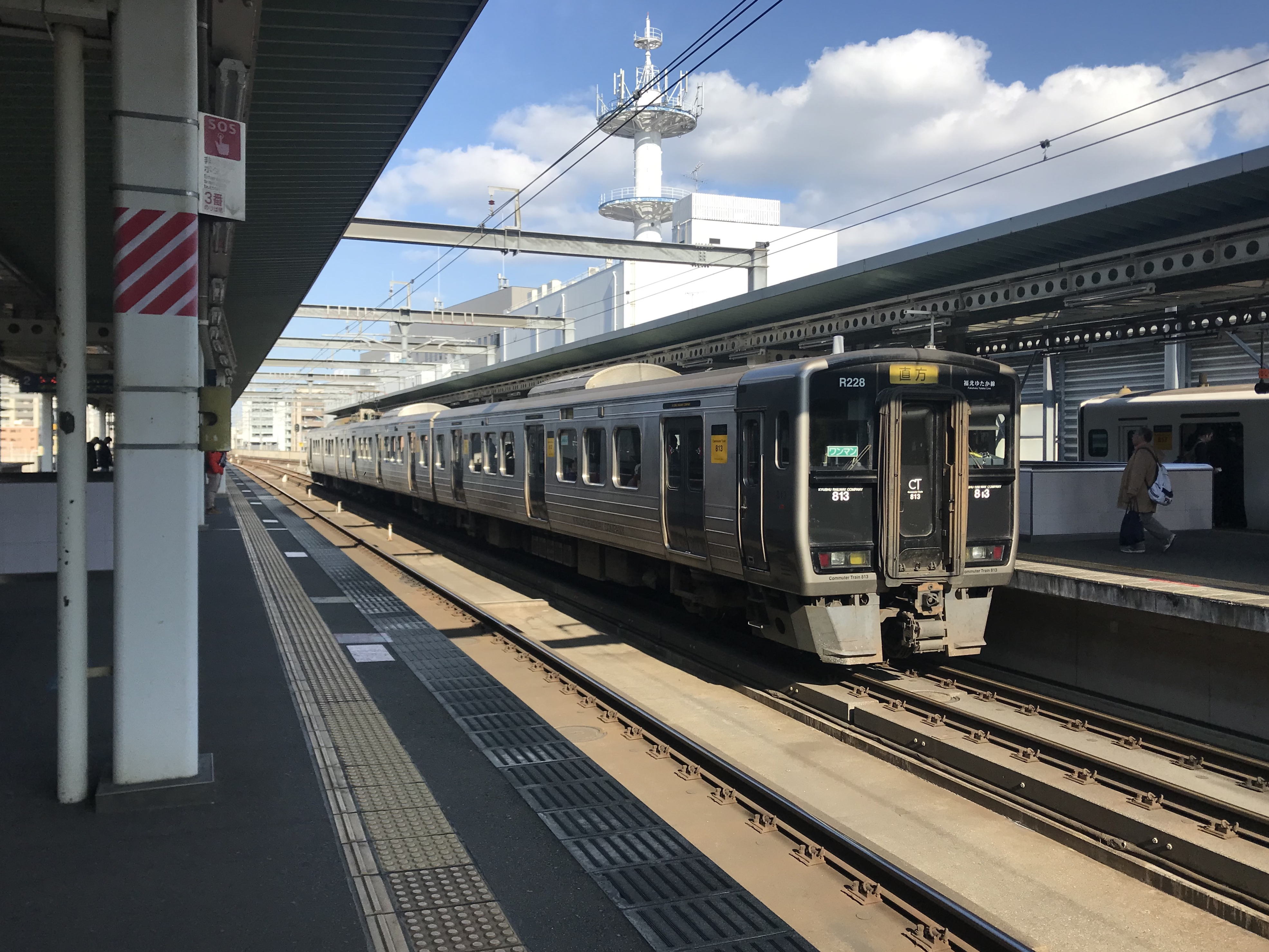
Vue des quais.

### Accueil
La gare dispose d'un bâtiment voyageurs ouvert tous les jours, avec des guichets et des automates pour l'achat de titres de transport.

### Desserte
- Ligne principale Kagoshima :
  - voie 1 : direction Kokura
  - voies 2 et 3 : direction Hakata et Kurume
- Ligne Sasaguri (ligne Fukuhoku Yutaka) :
  - voie 4 : direction Sasaguri et Nōgata
  - voie 5 : direction Hakata